# Omar Quintanilla
Omar Quintanilla (né le 24 octobre 1981 à El Paso, Texas, États-Unis) est un joueur de baseball qui évolue aux postes d'arrêt-court et de deuxième but dans les Ligues majeures de 2005 à 2014.

## Carrière
Joueur à l'Université du Texas à Austin, Omar Quintanilla est un choix de première ronde des Athletics d'Oakland en 2003.
Alors qu'il évolue en ligues mineures, Quintanilla passe aux Rockies du Colorado le 13 juillet 2005 en compagnie du voltigeur Eric Byrnes. Les Athletics reçoivent deux lanceurs, Joe Kennedy et Jay Witasick, dans cette transaction.
Quintanilla fait ses débuts dans le baseball majeur avec les Rockies le 31 juillet 2005. À son premier match, il obtient son premier coup sûr, face au lanceur Jon Lieber des Phillies de Philadelphie.
De 2005 à 2009, Quintanilla fait l'aller-retour entre les ligues mineures et l'équipe des Rockies. En 2008, il joue 81 parties pour Colorado, son plus haut total en une saison, et compte 50 coups sûrs et 15 points produits. Le 31 mai 2008, il frappe son premier coup de circuit dans le baseball majeur, face à Ryan Dempster des Cubs de Chicago.
En août 2010, il est suspendu pour 50 parties pour avoir violé la politique antidopage des ligues mineures de baseball.
Après une année 2010 passée en ligues mineures avec un club-école des Rockies avant de purger sa suspension, il devient agent libre et rejoint les Rangers du Texas, pour qui il ne joue que 11 parties pendant la saison 2011. Il redevient agent libre le 3 septembre. Le 3 janvier 2012, il rejoint les Mets de New York via un contrat des ligues mineures. Après 29 parties jouées pour les Mets en 2012, il est échangé aux Orioles de Baltimore le 20 juillet. Il retourne aux Mets où il dispute les saisons 2013 et 2014 avant de rejoindre avant la saison 2015 son premier club, les Rockies du Colorado.